# Štajerska vas
Štajerska vas – wieś w Słowenii, w gminie Slovenske Konjice. W 2018 roku liczyła 44 mieszkańców.